# 10cm K 04

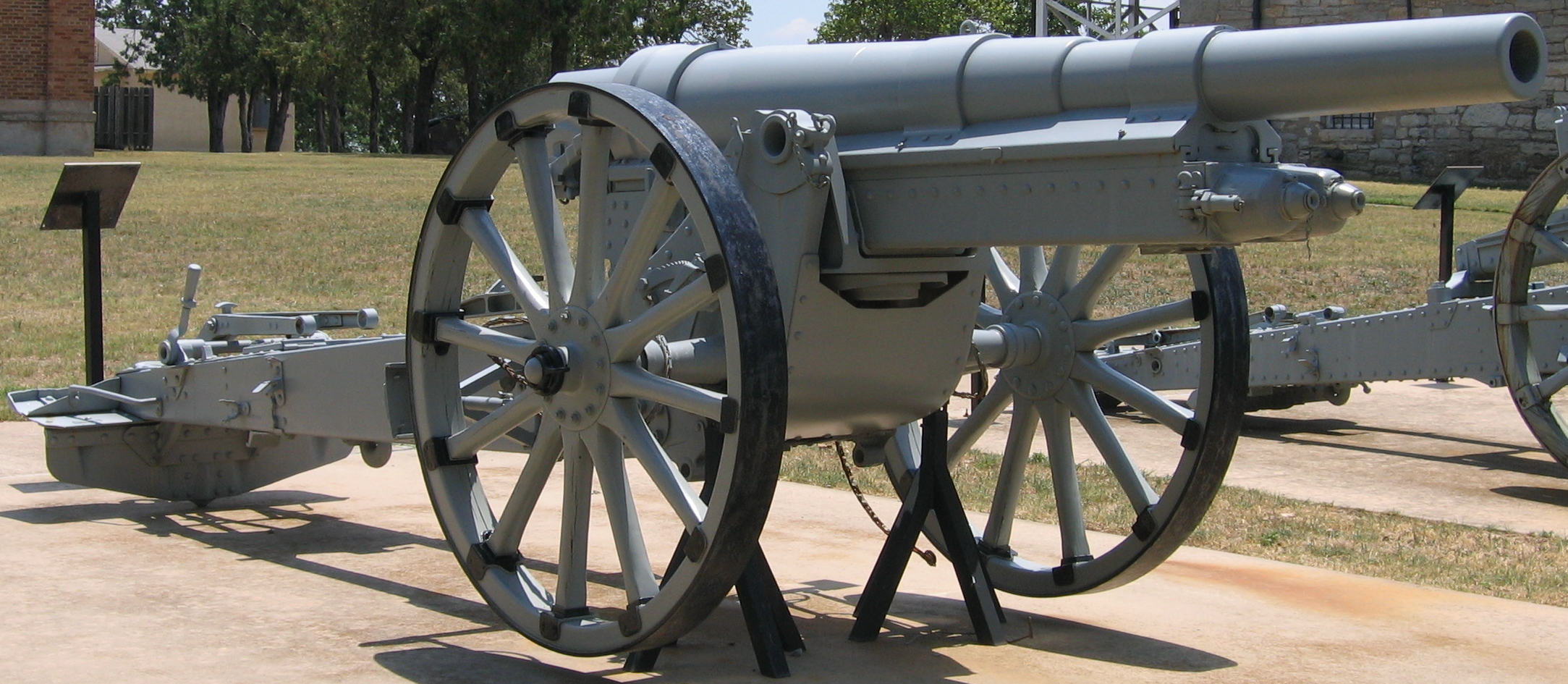
10 cm K 04

10 cm K 04（10 cm Kanone 04）とは、1904年にドイツ帝国が制式採用した重野砲であり、第一次世界大戦で用いられた。

## 概要
K 04は10cm K 99とlg 15cm K 92を更新する目的でクルップ社が設計した。K 04には防盾が装備されていなかったが、後に一部の砲に取り付けられ、その他の砲も小改良を受けて10 cm K 04/12となった。
整地での牽引時には6頭の馬を用いるが、不整地での運搬時には砲を2つに分解することも可能であった。

## スペック
- 口径：105mm
- 全長：m
- 全幅：m
- 重量：2,428kg
- 砲身長：3,675mm（35口径）
- 仰俯角：-5°~+30°
- 左右旋回角：3°59′
- 運用要員：8名
- 発射速度：1発/2分（最大）
- 最大射程：10,398m
- 生産期間：年~年
- 生産総数：門